# 栗成
栗成（？年—193年），一作栗攀，東漢末期袁紹底下魏郡太守，後被黑山賊首領之一毒所殺。

## 生平
東漢初平四年（西元193年），黑山賊首領之一于毒攻殺栗成，袁紹讓董昭接替栗成魏郡太守職位。後于毒被投降袁紹且被袁紹提拔為建義中郎將及原黑山賊舊部之一的陶升於蒼巖谷之戰中擊破並斬殺。